# Mammal Species of the World
Mammal Species of the World (MSW) è una pubblicazione scientifica utilizzata come opera di riferimento nel campo della zoologia, in quanto in essa sono riportati la descrizione e i dati bibliografici delle specie conosciute di mammiferi. È pubblicata dalla casa editrice dell'università Johns-Hopkins dalla società scientifica americana American Society of Mammalogists. La terza edizione di quest'opera è stata pubblicata nel 2005.